# Бэйли, Сэм
Саманта Флоренс «Сэм» Бэ́йли (англ. Samantha Florence «Sam» Bailey; 29 июня 1977, Бексли, Лондон, Англия) — британская певица. Наиболее известна как победительница 10-го сезона музыкального телешоу «The X Factor» (2013). 24 марта 2014 года вышел её дебютный музыкальный альбом «The Power of Love», который сразу стал № 1 в британском хит-параде UK Albums Chart. До прослушивания в «The X Factor» в течение многих лет была надзирателем в мужской тюрьме.

## Личная жизнь
С 29 января 2003 года Сэм замужем за Крейгом Пирсоном. У супругов есть трое детей: дочь Брук Пирсон (род.11.05.2005), сын Томми Пирсон (род.2009) и ещё одна дочь — Майли Бо Пирсон (род.10.09.2014).

## Дискография

### Альбомы
| Название          | Детали                                                                    | Высшая позиция | Высшая позиция | Высшая позиция | Продажи      | Сертификации  |
| Название          | Детали                                                                    | UK             | IRE            | SCO            | Продажи      | Сертификации  |
| ----------------- | ------------------------------------------------------------------------- | -------------- | -------------- | -------------- | ------------ | ------------- |
| The Power of Love | - Релиз: 24 марта 2014 - Лейбл: Syco, Sony - Формат: CD, digital download | 1              | 2              | 1              | - UK: 89,044 | - BPI: Silver |